# Svart näshornsfågel
Svart näshornsfågel (Anthracoceros malayanus) är en hotad fågel i familjen näshornsfåglar som förekommer i Sydostasien.

## Utseende och läten
Svart näshornsfågel är en medelstor (70 cm) medlem av familjen med förlängda centrala stjärtfjädrar och en som namnet avslöjar mestadels svart fjäderdräkt. Stjärten är dock en bred, vit spets. Hanen har blekgul näbb och kask, mörkröda ögon och ett brett vitt ögonbrynsstreck, medan honan har mindre näbb, svart kask och blekare röda ögon. Lätena består av serier med hårda och morrande "grrrraaa", ibland kombinerat med några "kek".

## Utbredning och systematik
Fågeln förekommer på Malackahalvön, Sumatra och Borneo. Den behandlas som monotypisk, det vill säga att den inte delas in i några underarter.

## Status
Arten har ett stort utbredningsområde och beskrivs som lokalt vanlig. Den tros dock minska kraftigt i antal till följd av hårt jakttryck och habitatförlust. Sedan 2018 listas den därför på internationella naturvårdsuionen IUCN:s röda lista över hotade arter, i kategorin sårbar.